# Étaing
Étaing är en kommun i departementet Pas-de-Calais i regionen Hauts-de-France i norra Frankrike. Kommunen ligger i kantonen Vitry-en-Artois som tillhör arrondissementet Arras. År 2022 hade Étaing 465 invånare.

## Befolkningsutveckling
Antalet invånare i kommunen Étaing
| Referens: INSEE |